# أندرومان (فلم)
أندرومان هو فيلم درامي مغربي (2012) للمخرج عز العرب العلوي، حاصل على جائزتي أحسن ممثل (ة) في مهرجان طنجة للفيلم ومؤخرا في مهرجان الإسكندرية السينمائي. يأخذ الفيلم اسمه من اسم شجرة أندرومان المتميزة.

## القصة
جرت العادة في قرية أمازيغية٬ أن يرث الأبناء الذكور مهن آبائهم لتأمين استمرارية نمط حياة ومورد رزق. الأب العنيف «أوشن» (تشخيص: محمد خيي) مدعو لنقل الحرفة (إعداد الخشب وتحويله إلى فحم) إلى الابن الذي ينتظره٬ باسم «أندرومان». وإذ يرزق بفتاة٬ فإنه يصر على تحويلها إلى ذكر غصبا٬ لتعيش أندرومان (تشخيص: جليلة تلمسي) متنكرة في ثوب رجل٬ ضد نزوعها الطبيعي الأنثوي. تناقض داخلي رهيب٬ صراع مع الذات وصراع مع البيئة٬ حزن الخضوع ونشيد التمرد.

## روابط خارجية
- مقالات تستعمل روابط فنية بلا صلة مع ويكي بيانات